# اولاد (فیلم ۱۹۶۸)
اولاد (به هندی: Aulad) یا فرزندان (به انگلیسی: children) فیلمی هندی محصول سال ۱۹۶۸ و به کارگردانی کوندان کومار است. در این فیلم بازیگرانی همچون جیتندرا، بابیتا، منموهان کریشنا، نظیر حسین، محمود علی، سولوچنا چاترجی، آچالا ساچدف، آریونا ایرانی و هلن ایفای نقش کرده‌اند.